# Margaret Horb

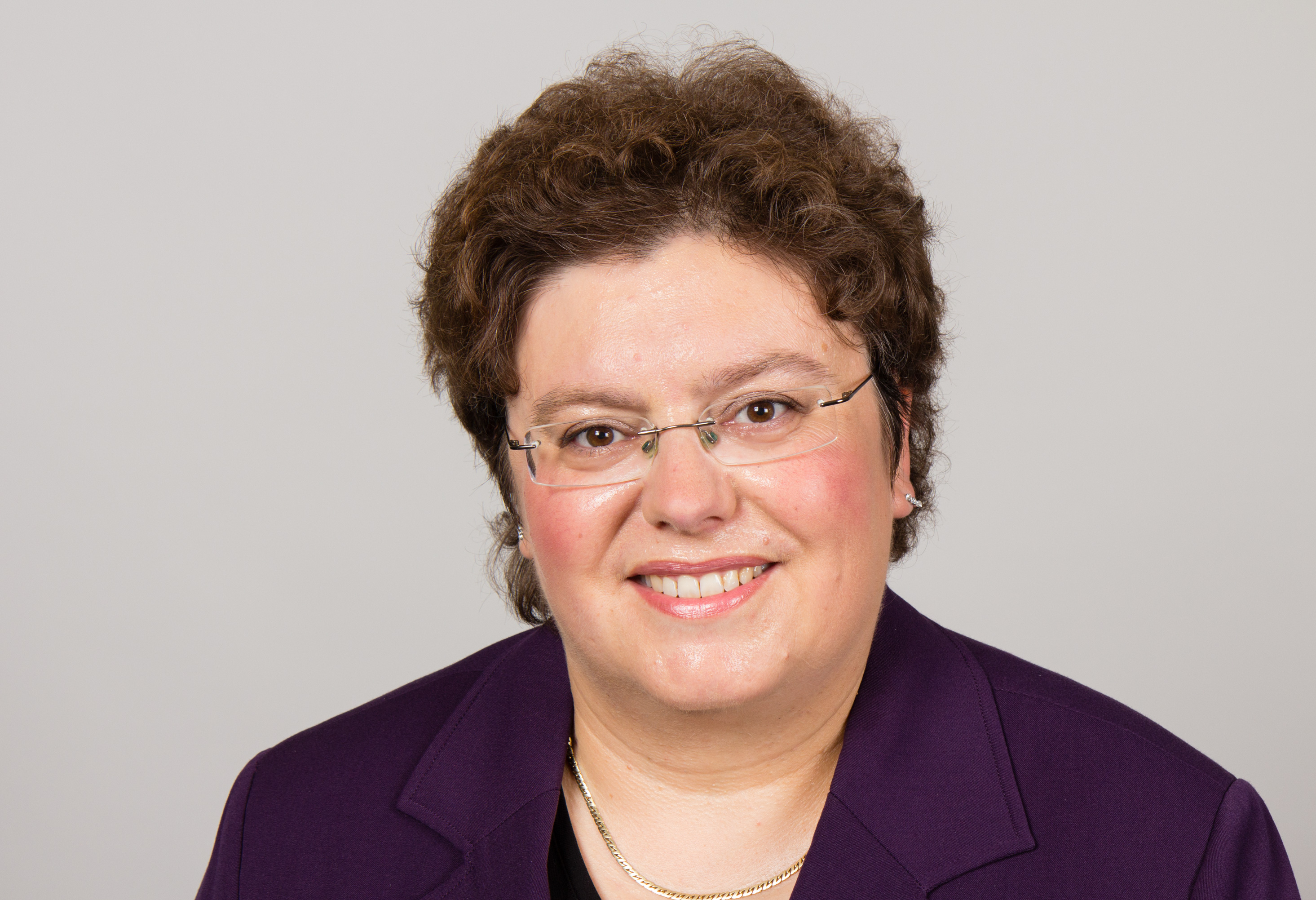
Margaret Horb (2014)

Margaret Horb (* 25. September 1967 in Osterburken) ist eine deutsche Politikerin (CDU). Von 2013 bis 2017 war sie Mitglied des Deutschen Bundestages.

## Ausbildung und Beruf
Nach dem Abitur 1987 am Ganztagsgymnasium Osterburken studierte Horb an der Julius-Maximilians-Universität in Würzburg Anglistik, evangelische Theologie und Betriebswirtschaftslehre. Nach Auslandsaufenthalten an der University of Wales in Swansea und der State University of New York, nahm Horb ein Studium an der Hochschule für Steuern und Finanzen in Ludwigsburg auf, welches sie als Diplom-Finanzwirt (FH) beendete. Sie arbeitete anschließend in der Finanzverwaltung Baden-Württemberg in den Finanzämtern Calw, Heidelberg, Mosbach und Walldürn. Bis zur Übernahme ihres Mandats war Horb Beauftragte für Chancengleichheit und Ansprechpartner für das Gleichbehandlungsgesetz (AGG) beim Finanzamt Mosbach.

## Politische Ämter
Margaret Horb trat 1992 in die CDU und in die Junge Union Baden-Württemberg ein. Im Jahr 1994 wurde sie Vorstandsmitglied der CDU Osterburken und der Frauen Union des Neckar-Odenwald. Seit 1996 ist sie Mitglied des Bezirksvorstandes der Frauen Union Nordbaden. Von 1999 bis 2015 war Horb Landesvorstandsmitglied der Frauen Union Baden-Württemberg. Seit 2000 ist sie Kreisvorsitzende der Frauen Union des Neckar-Odenwald Kreises und kooptiertes Kreisvorstandsmitglied der CDU Neckar-Odenwald. Als Bezirksvorstandsmitglied der CDU Nordbaden amtiert sie seit 2006 und leitet seither den Arbeitskreis Steuern und Finanzen auf Bezirksebene. Seit 2007 ist sie in den Landesfachausschuss Europa der CDU Baden-Württemberg berufen. Zudem war Margaret Horb von 2008 bis 2024 Vorsitzende des CDU-Stadtverbandes Osterburken.

## Abgeordnete
Von 2013 bis 2017 war Margaret Horb Mitglied des 18. Deutschen Bundestages und Mitglied der CDU/CSU-Bundestagsfraktion sowie ordentliches Mitglied des Finanzausschusses. Sie erhielt ihr Mandat über die Landesliste Baden-Württemberg. Im Ausschuss für die Angelegenheiten der Europäischen Union war sie stellvertretendes Mitglied. Sie fungierte zudem als Schriftführerin des Deutschen Bundestages und war Mitglied des Stephanuskreises ihrer Fraktion, der sich gegen die Verfolgung von Christen einsetzt. Ferner engagierte sich Horb in der Deutsch-Irischen sowie der Parlamentariergruppe der Arabischsprachigen Staaten des Nahen Ostens. Als Mitglied der Deutsch-Russischen Parlamentariergruppe unterstützte sie das Deutsch-Russische Jugendaustauschjahr 2016/2017 mit eigenen Projekten im Bildungsbereich und war Mitglied der Arbeitsgruppe Wirtschaft beim Petersburger Dialog. Im Finanzausschuss des Deutschen Bundestages zeichnete Horb verantwortlich für die Themen Steuermodernisierung, Steuervereinfachung, Bürokratieentlastung, Kirchensteuer, Insolvenzrecht, Abgabenordnung, Zoll, IT, Digitalisierung, Steuerverwaltung, sowie Geldwäsche und Terrorfinanzierung. Während der Legislaturperiode setzte sich Horb unter anderem für eine Reform der Vollverzinsung (gem. §233a Abgabenordnung) ein, die jedoch am Widerstand der SPD scheiterte. Des Weiteren fordert sie eine Neuauflage einer ökologischen Eigenheimzulage im Ländlichen Raum, um dadurch Ortskerne zu revitalisieren und um bezahlbaren Wohnraum und Wohneigentum zu schaffen.
Für den 19. Deutschen Bundestag und den 20. Deutschen Bundestag kandidierte sie erfolglos auf Listenplatz 12 der Landesliste Baden-Württemberg.

## Sonstiges Engagement
Margaret Horb ist Stiftungsrätin der Evangelische Stiftung Pflege Schönau und der evangelischen Pfarrpfründestiftung Baden. Sie engagiert sich als Mitglied im überparteilichen und interreligiösen Gebetskreis der Stiftung für Grundwerte und Völkerverständigung. Sie ist Mitglied der Deutschen Steuergewerkschaft und war von 2013 bis 2017 kooptiertes Mitglied im Bundesvorstand. Horb ist ordentliches Mitglied im Jugendhilfeausschuss des Neckar-Odenwald-Kreises und im Kulturausschuss der Stadt Osterburken. Zudem ist sie Gründungsmitglied der Kulturkommode Osterburken und der Borkemer Bühne. Margaret Horb ist im Beirat des Trägervereins des Internationalen Jugendprogramms in Deutschland „The Duke of Edinburgh's International Award Germany“. Als Schirmherrin des jährlichen „BBC - Borkemer Benefiz Concerts“ unterstützt Margaret Horb die vielfältige Ehrenamtsarbeit ihrer Heimatstadt Osterburken.

## Privates
Margaret Horb ist evangelisch-lutherisch, verwitwet und hat zwei Kinder.